# W imię wolności
W imię wolności (tytuł oryginalny: Në emër të lirisë) – albański film fabularny z roku 1987 w reżyserii Fehmiego Hoshafiego.

## Opis fabuły
Film powstał w 1987, w okresie normalizacji stosunków albańsko-greckich (od 1940 oba państwa formalnie pozostawały w stanie wojny). Akcja filmu rozgrywa się w czasie II wojny światowej, w małej wsi na południu Albanii. Do partyzantów albańskich przybywa przedstawiciel greckiego ruchu oporu. Wkrótce bierze udział walce z okupantem wspólnie z Albańczykami i zostaje ranny. Partyzanci albańscy pomagają opatrzyć jego rany i szukają dla niego schronienia we wsi. W czasie działań, prowadzonych przeciwko partyzantom dowództwo niemieckie rekwiruje dom, w którym ukrywa się ranny partyzant.
Zdjęcia do filmu realizowano we Wlorze.

## Obsada
- Bujar Asqeriu jako kapitan Grunt
- Lazër Filipi jako Elmaz
- Artur Gorishti jako Jani, partyzant grecki
- Tinka Kurti jako matka
- Eduard Makri jako partyzant Andrea
- Andon Qesari jako Syrja
- Gjenovefa Redhi jako nauczycielka
- Spiro Petromilo jako Fatmir
- Llesh Biba
- Vasil Goga
- Arben Kruta
- Fata Leonari
- Albert Verria